# Бочек, Пётр Семёнович
Пётр Семёнович Бочек (в наградном листе — Бачек) (3 марта 1925 — 9 февраля 2018) — младший лейтенант Советской армии, полковник милиции, участник Великой Отечественной войны, Герой Советского Союза (1945).

## Биография
Пётр Бочек родился 3 марта 1925 года в селе Ображиевка (ныне — Шосткинский район Сумской области Украины) в рабочей семье. В 1940 году окончил семь классов школы, в 1942 году — ремесленное училище в Новосибирске. Работал слесарем-сборщиком на Новосибирском заводе. В ноябре 1943 года был призван на службу в РККА. С января 1944 года — на фронтах Великой Отечественной войны. Участвовал в боях на 1-м Белорусском фронте, дважды был ранен. К августу 1944 года гвардии сержант Пётр Бочек командовал отделением 76-го гвардейского стрелкового полка 27-й гвардейской стрелковой дивизии 4-го гвардейского стрелкового корпуса 8-й гвардейской армии 1-го Белорусского фронта. Отличился во время форсирования Вислы.
1 августа 1944 года, переправившись в составе группы через Вислу в районе города Магнушев (Польша), Бочек захватил плацдарм на западном берегу реки, который удерживал до подхода подкреплений. В бою он уничтожил огневую точку и несколько вражеских солдат.
Указом Президиума Верховного Совета СССР от 24 марта 1945 года за «мужество и отвагу, проявленные во время форсирования Вислы и удержания захваченного плацдарма» гвардии сержант Пётр Бочек был удостоен высокого звания Героя Советского Союза с вручением ордена Ленина и медали «Золотая Звезда» за номером 5867.
В 1944 году Бочек окончил курсы младших лейтенантов. Участвовал в освобождении Познани, штурме Берлина. После окончания войны продолжил службу в Советской армии. С 1948 года служил в органах МВД СССР, дослужился до звания полковника милиции. В 1954 году вступил в КПСС. В 1960 году окончил юридический факультет Львовского государственного университета. Проживал во Львове. Умер 9 февраля 2018 года. Похоронен на Голосковском кладбище.

## Награды и звания
- Герой Советского Союза.Указ Президиума Верховного Совета СССР от 24 марта 1945 года:
  - Орден Ленина № 28300 ,
  - Медаль «Золотая Звезда» № 5867.
- Отечественной войны I степени. Указ Президиума Верховного Совета СССР от 11 марта 1985 года.
- Славы III степени № 94259.
- Медаль «За победу над Германией в Великой Отечественной войне 1941—1945 гг.». Указ Президиума Верховного Совета СССР от 9 мая 1945 года.
- Медали СССР.
- Награды Украины:
  - «За заслуги» III степени[2].
  - Орден «За мужество» III степени. Указ Президента Украины № 1329/99 от 14 октября 1999 года (?).
  - Медаль «Защитнику Отечества». Указ Президента Украины № 1329/99 от 14 октября 1999 года.
- Почётный гражданин Познани.
- В честь Бочека названа улица в селе Ображиевка[1].